# 두루중학교
두루중학교(두루中學校)는 대한민국 세종특별자치시 고운동에 있는 공립 중학교이다.

## 학교 연혁
- 2015년 3월 1일 : 개교 (6학급)
- 2015년 8월 20일 : 15학급 인가
- 2020년 1월 7일 : 제5회 졸업식(287명, 총 810명)
- 2023년 1월 11일 : 제8회 졸업식(302명)
- 2023년 3월 1일 : 이진남 교장 부임
- 2023년 3월 1일 : 40(1)학급 인가

## 참고 자료
- 두루중학교 - 한국교육학술정보원 학교알리미